# جاكسون لاجو
جاكسون لاجو (بالبرتغالية: Jackson Lago‏) هو طبيب وسياسي برازيلي، ولد في 1 نوفمبر 1934 في البرازيل، وتوفي في 4 أبريل 2011 في ساو باولو في البرازيل بسبب سرطان البروستاتا. حزبياً، نشط في حزب العمل الديمقراطي (البرازيل).